# Thomas Bromley (Mystiker)
Thomas Bromley (* 1. Februar 1629 in Worcester; † 13. April 1691) war ein englischer Mystiker.

## Leben
Thomas Bromley wurde in Worcester geboren. Er studierte an der University of Oxford Theologie. Anschließend war er Fellow am All Souls College. Die Liturgie der Staatskirche hingegen erkannte er nicht an, weswegen man ihn 1660 der Universität verwies. In der Folgezeit beschäftigte er sich mit der schwärmerischen Mystik sowie der Apokalyptik.
Bromley lehnte kirchliche Gemeinschaften ab und empfand die Heirat als Widerspruch zum göttlichen Willen. Er schloss sich mit John Pordage zusammen, 1670 gründeten sie mit Jane Leade die Philadelphische Gesellschaft. Bromley galt als Weissager und empfing angeblich Offenbarungen und Visionen. Am 13. April 1691 starb er im Alter von 62 Jahren.

## Werke
- Der Weg zum Sabbat der Ruhe oder der Seele Fortgang in der neuen Geburt